# Josep Morera i Sabater
Josep Morera i Sabater (Calonge, 7 de febrer de 1887 - Girona, 2 de gener de 1971), conegut també com el canonge Morera, fou un fill il·lustre de Calonge.
La seva era una família humil. Va estudiar a Calonge els seus primers anys escolars. Va ingressar al seminari de Girona i es va doctorar en teologia i dret canònic a la Universitat Gregoriana de Roma. Fou ordenat prevere a Roma. El 1913 va tornar a Girona i va ser nomenat professor del col·legi Santa Maria del Collell. El 1915 va ser canonge doctoral de la catedral de Girona. També va ser arxiver de l'abans esmentada catedral. Va ser vicari capitular, va ser membre de la comissió provincial de monuments, secretari de la Societat Econòmica d'Amics del País, membre de la Reial Acadèmia de la Història, vicari general i provisor de la diòcesi de Toledo, vicari general de Barcelona, auditor de la Rota de la nunciatura apostòlica i degà de la Rota. Va escriure diversos treballs d'investigació històrica i arqueològica medieval. Li foren atorgades la medalla de plata de la ciutat de Girona i la creu distingida de primera classe de l'orde de Sant Ramon de Penyafort.